# Néo-conservatisme
Le néo-conservatisme ou néoconservatisme est un courant de pensée politique d'origine américaine apparu à la fin du XXe siècle.
Il s'agit d'une conception ayant émergé aux États-Unis par opposition au relativisme culturel et à la contre-culture de la Nouvelle gauche (« New Left ») des années 1960. Cette philosophie a influencé les politiques menées par George W. Bush, signifiant un réalignement de la politique américaine, et le passage de quelques libéraux sociaux à la droite du spectre politique, d'où le terme qui fait référence aux « nouveaux » conservateurs,.
Les premiers écrits du courant néo-conservateur sont apparus dans le mensuel juif new-yorkais Commentary, publié par l'American Jewish Committee,.
À l'origine, le terme néo-conservateur était utilisé pour critiquer les sociaux-libéraux initialement proches du Parti démocrate mais qui se rapprochèrent du Parti républicain, assimilés à des renégats,. Michael Harrington, un social-démocrate, a forgé l'usage du mot néo-conservateur en 1973 dans Dissent, un magazine sur les politiques de protection sociale. Le premier théoricien néo-conservateur à avoir adopté ce mot et qui est considéré comme le fondateur de cette idéologie est Irving Kristol, père de William Kristol et fondateur du think-tank « néo-conservateur » Project for the New American Century. Irving Kristol a été un militant trotskyste actif pendant sa jeunesse et a exposé ses vues néoconservatrices en 1979 dans l'article Confessions of a True, Self-Confessed 'Neoconservative'. Les idées de Kristol sont influentes depuis les années 1950 quand il a cofondé et édité le magazine Encounter. Un autre idéologue de ce mouvement était Norman Podhoretz, éditeur au magazine Commentary de 1960 à 1995. En 1982, Podhoretz se désignait déjà comme un néo-conservateur dans un article du New York Times Magazine intitulé The Neoconservative Anguish over Reagan's Foreign Policy,. Selon E. J. Dionne (en), le néo-conservatisme est né sur le principe que le social-libéralisme a échoué.
L'influence néo-conservatrice s'est manifestée avec la doctrine Reagan guidée par l'anticommunisme et l'opposition à l'influence mondiale de l'URSS mais elle a atteint son apogée ultérieurement avec la doctrine Bush d'exportation de la démocratie si besoin par l'invasion militaire.
Les journaux néo-conservateurs prééminents sont Commentary et The Weekly Standard. Il existe aussi des cercles de réflexion néo-conservateurs sur la politique étrangère dont American Enterprise Institute (AEI), le The Heritage Foundation, JINSA (Jewish Institute for National Security Affairs) et enfin Project for the New American Century (PNAC).

## Histoire
La presse américaine désigne souvent les néo-conservateurs par le diminutif de « neocons ». Très rapidement, les médias ont essayé de rechercher les origines des neoconservatives. Étant donné la perméabilité des institutions américaines (on peut passer de l'université à un poste de conseiller dans l'administration et réciproquement), certains ont cru reconnaître dans un certain nombre d'universitaires de Chicago l'origine de la pensée politique néo-conservatrice, ainsi que leurs influences principales. Mais cela est contesté.

### Genèse
Dans les années 1960, de jeunes intellectuels américains se rapprochent progressivement de la droite, alors représentée par la National Review. Comme Irving Kristol qui est souvent présenté comme le fondateur du néo-conservatisme et qui est le premier à avoir assumé le terme inventé pour dénigrer des renégats,, ils viennent souvent de la gauche, ne sont pas devenus systématiquement hostiles au New Deal, mais ils critiquent le libéralisme de la « Grande Société » ; ils axent leurs réflexions sur les questions stratégiques, à l'instar du géopolitologue Albert Wohlstetter. Ses adeptes sont parfois d'anciens démocrates, voire, parfois, d'anciens trotskistes, déçus par l'évolution culturelle et intellectuelle depuis les années 1960. C'est le cas d'Irving Kristol ou de Martin Diamond, spécialiste de la Constitution américaine.
Le mouvement se développe autour des revues comme The Public Interest, The National Interest, Commentary. Ils seront rejoints dans les années 1970 par Norman Podhoretz, alors rédacteur en chef de la revue Commentary journal de la gauche anti-stalinienne fondée en 1945 par l'American Jewish Committee avant de devenir une revue proche du parti républicain et un porte-voix de l'anticommunisme. Parmi ces intellectuels, on trouve des essayistes, comme Nathan Glazer, Daniel Patrick Moynihan, Martin Seymour Lipset, Daniel Bell, Michael Novak, James Q. Wilson ou Midge Decter.
Aux origines du mouvement, on trouve des intellectuels new yorkais, auxquels se joignent des universitaires et des activistes politiques démocrates de Washington, qui se considèrent comme les gardiens du « centre vital » théorisé au lendemain de la Deuxième Guerre mondiale par l’historien Arthur Schlesinger. Ils fondent en 1972 la Coalition for a Democratic Majority et que l’on retrouve en 1976 à la direction du Committee on the Present Danger, qui milite pour une forte augmentation des dépenses militaires. Se réclamant de la gauche libérale américaine tout en défendant une politique étrangère intraitable face à l'Union soviétique, ils soutiennent alors la campagne présidentielle du sénateur démocrate Henry Scoop Jackson ; celui-ci est à la fois un partisan du New Deal et un « faucon » hostile à toute forme de détente vis-à-vis de l’URSS. Richard Perle et Paul Wolfowitz sont alors des collaborateurs du sénateur démocrate. Rejoignent alors la mouvance des personnes particulièrement sensibles aux questions internationales, comme Elliott Abrams et Carl Gershman (en).

### Essor
Le néo-conservatisme se constitue véritablement dans les années 1980, quoique l'on puisse trouver des éléments précoces de ce qui peut apparaître comme une école de pensée politique dans les années 1960 et 1970, autour de personnalités comme Charles Krauthammer, Francis Fukuyama, Irving Kristol, James Burnham, John M. Olin (en), Norman Podhoretz ou Wilmoore Kendall. Une nouvelle génération émerge alors, principalement représentée par Paul Kagan, Douglas Feith, William Kristol, Daniel Pipes, Jeane Kirkpatrick et d'autres. Ce sont les problèmes extérieurs qui concentrent leur attention. Déçus par la mollesse des premières années de Jimmy Carter et par le pragmatisme de son secrétaire d'État Cyrus Vance, beaucoup rejoignent le camp républicain avec l'élection de Ronald Reagan. Les néoconservateurs contestent la légitimité de l'ONU, défendent l'État d’Israël et se rapprochent du camp républicain, attirés par la personnalité et certaines idées de Reagan, lui-même ancien membre du Committee on the Present Danger, et qui manifeste alors des sentiments d'hostilité radicale à l'« empire du Mal » soviétique. Richard Perle, Jeane Kirkpatrick, Eugene Rostow, Elliott Abrams, intègrent l’administration du nouveau président.
Un grand nombre de néoconservateurs adhèrent alors au parti républicain, même si certains, comme Richard Perle ou Madeleine Albright, restent membres du parti démocrate. L'influence du néo-conservatisme a été patente avec Ronald Reagan et sa décision d'engager l'épreuve de force avec « l'empire du Mal », c'est-à-dire l'URSS. Mais cette décision bénéficie du soutien de l'ensemble du mouvement conservateur américain y compris de paléo-conservateurs et n'est pas la marque du seul courant néo-conservateur.
Après la présidence Reagan, les néoconservateurs connaissent une traversée du désert. Partisan d’une politique internationale « réaliste », George Bush père les tient à l’écart, notamment lorsqu'ils l'incitent à renverser Saddam Hussein dès la première guerre d'Irak. Mais la montée de l'islamisme leur permet de revenir sur le devant de la scène politique. À la fin des années 1990, le néoconservatisme entre encore dans une nouvelle période grâce à une nouvelle génération d'activistes comme Robert Kagan, éditeur avec William Kristol de l’hebdomadaire The Weekly Standard, Max Boot, Michael Ledeen, Lawrence Kaplan, Charles Krauthammer, etc.
En 1996, William Kristol et Robert Kagan publient dans la revue Foreign Affairs un essai intitulé « Vers une politique étrangère néoreaganienne », où ils affirment que « les buts moraux et les intérêts nationaux fondamentaux de l’Amérique sont presque toujours en harmonie ». En 1997, les néo-conservateurs Paul Wolfowitz, Richard Perle, Bill Kristol créent le « Project for the New American Century » (Projet pour le nouveau siècle américain), explicitement destiné à organiser l'hégémonie américaine sur le monde pour le nouveau siècle en empêchant l'émergence dans le monde de toute puissance rivale, de créer un nouvel ordre mondial fondé sur le consensus moral, de multiplier les interventions militaires en s'appuyant sur des coalitions de circonstance. Figurent à leurs côtés plusieurs politiciens républicains comme Dick Cheney, Donald Rumsfeld, et Robert Kagan, « le » théoricien de l'unilatéralisme américain.

### Apogée

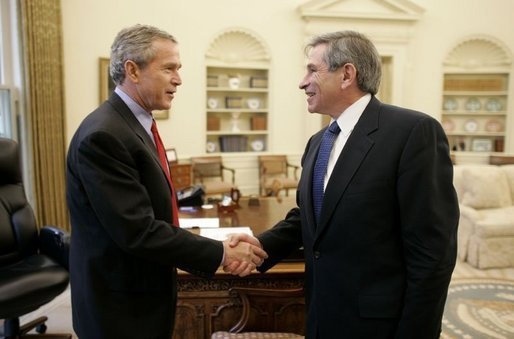
Le président George W. Bush et Paul Wolfowitz, en mars 2005.

C'est avec l'élection de George W. Bush et la nomination de Paul Wolfowitz et Richard Perle, deux représentants du mouvement néo-conservateur, à des postes de responsabilité importants (secrétaire adjoint à la Défense et président de la commission de la politique de défense), que l'influence néo-conservatrice atteindra son apogée. Ils bénéficient de la protection du vice-président, Dick Cheney, qui leur permet de s’imposer par rapport aux d'autres courants comme la droite chrétienne, évangélique et morale, ou l'aile « réaliste » du parti républicain, représentée par Colin Powell ou George Bush père.
L'invasion de l'Irak en 2003 et la doctrine Bush identifiée à la promotion d'un « wilsonisme botté » sont des produits de l'influence néo-conservatrice ; en mars 2003, un article de The New Republic parlait de George W. Bush comme du président « le plus wilsonien depuis Wilson lui-même », faisant référence à la pensée du président Woodrow Wilson. Cette comparaison ne visait naturellement pas le multilatéralisme de Wilson, chantre de la Société des Nations, mais bien son internationalisme et surtout la conviction que le modèle américain de démocratie libérale est moralement supérieur et doit être exporté (« make the world safe for democracy »), conviction qu'on retrouve dans les textes des néo-conservateurs. 
Mais alors que des premières années de la République à Wilson, cet exceptionnalisme s'était traduit par une politique isolationniste, visant à se retirer d'un monde européen vu comme corrompu, et dont les principes sont inscrits dans le discours d'adieu de George Washington et dans la doctrine Monroe
, le néo-conservatisme a réorienté la politique américaine dans le sens d'un internationalisme et d'un messianisme démocratique. Afin de mettre en exergue les aspects interventionnistes et militaire du « wilsonisme » de la doctrine Bush, le politiste Pierre Hassner a, en 2003 parlé de « wilsonisme botté ». La politique étrangère néo-conservatrice de George W. Bush fut en effet marquée par la conjonction entre des racines idéalistes, une méfiance profonde à l'égard des institutions internationales et l'idée que la force est in fine un moyen légitime et efficace de parvenir à ses fins.
Cette période coïncide avec l'apparition dans d'autres pays que les États-Unis d'intellectuels et de revues affichant une proximité idéologique revendiquée avec le néo-conservatisme américain. En Europe, ce sont plutôt des intellectuels venus de Gramsci et de l'eurocommunisme. C'est le cas d'une grande partie de la direction internationale de l'Institut de l'Europe Libre qui réunissait à Paris le directeur de l'Institut Gramsci (Yves Roucaute), le directeur de l'Hudson Institute de Washington (Ken Weinstein) et celui de la revue Azure de Jérusalem (David Hazoni).[réf. nécessaire]

### Reflux
Dans un ouvrage paru fin 2003, An End to Evil, Richard Perle et David Frum reconnaissaient déjà que le programme des néoconservateurs avait perdu de son élan. La détérioration de la situation en Irak a accéléré le mouvement. Beaucoup de néoconservateurs quittèrent l'administration Bush avant la fin de son deuxième mandat. Ce reflux s'est amplifié avec la victoire de Barack Obama, partisan d'un désengagement en Irak ; puis au sein même du camp républicain, la désignation puis la campagne de Donald Trump à l'élection présidentielle américaine de 2016 semble marquer un reflux de l'emprise du néo-conservatisme sur la politique américaine.
Si nombre de dirigeants du Parti républicain restent proches des milieux néo-conservateurs, le fait que Donald Trump ait fait campagne explicitement contre les thèmes fondamentaux du néo-conservatisme avec des slogans comme « Americanism not globalism » ou « America First » en promettant un retour à un certain isolationnisme et la fin de l'internationalisme et de l'interventionnisme militaire a suscité la forte opposition de la plupart des figures néo-conservatrices,. La journaliste Anne Appelbaum, une figure du néoconservatisme, estimait dans le Washington Post que Donald Trump incarnait « la fin de l’Occident tel qu’on l’a connu ». Bill Kristol, fils de la figure fondatrice du mouvement Irving Kristol, critique également fortement les idées affichées par Donald Trump dans une série d'articles du The Weekly Standard,. Durant la primaire, les néoconservateurs ont gravité essentiellement autour de Marco Rubio et Jeb Bush. Inversement, les commentateurs paléo-conservateurs se sont réjouis de la victoire de Donald Trump y décelant une réduction de l'emprise du néo-conservatisme sur le mouvement conservateur américain.
D'après Hadrien Desuin, des néoconservateurs ont soutenu Hillary Clinton réputée plus proche de leurs idées. En cela, le « progressisme » démocrate idéaliste et interventionniste se retrouverait en ligne avec la pratique belliqueuse des néoconservateurs
En 2018, l'arrivée de John R. Bolton comme conseiller à la sécurité nationale du président Trump symbolise pour certains le retour des faucons néo-conservateurs au pouvoir. Parmi les républicains, George W. Bush, qui avait décidé l'invasion de l'Irak, retrouve par ailleurs une forte popularité alors que la population partage des sentiments très pro-Israël, plaidant pour une ligne dure vis-à-vis de l'Iran. Toutefois, il ne s'agit pas des mêmes stratégies qu'en 2003. Plutôt que d'opérer un changement de régime en Iran avec un conflit armé, Trump chercherait plutôt à asphyxier économiquement Téhéran avec l'aide d'Israël et de l'Arabie saoudite et à couper le régime des mollahs de la Russie, estime le chercheur Gilles Kepel. Il s'agirait donc d'une « paix par la force », rapprochant Trump de l'approche qu'avait Reagan vis-à-vis de l'URSS, plutôt que de celle de Bush sur l'Irak.

## Doctrine

### Principes
Le néo-conservatisme se distingue du conservatisme traditionnel et du libéralisme. Anticommuniste et antifasciste, le néo-conservatisme est né sur le principe du « plus jamais Auschwitz ». Les néo-conservateurs se réfèrent tous aux principes du droit naturel et à un ordre naturel et en tirent les conséquences en politique intérieure et étrangère.
Le néo-conservatisme américain est avant tout une critique assez générale d'une double attitude :
- Dans l'horizon de la morale, ils refusent le relativisme et le laxisme. Le développement de l'individualisme subjectif dans les démocraties occidentales, surtout après la Seconde Guerre mondiale, conduit les individus à revendiquer pour eux-mêmes une liberté totale et à revendiquer la protection de leurs inclinations par des droits. Les néo-conservateurs pensent que les devoirs sont le corollaire des droits, et ils s'opposent à la confusion des Droits des citoyens (négociables) et des Droits de l'homme (non négociables).
- Dans l'horizon politique, contre l'individualisme subjectif qui perd de vue le lien politique et le fait que l'existence humaine ne serait que pur hasard (Jean-Jacques Rousseau) s'il n'y avait pas de constitution politique, ils affichent la nécessité de partir de la Cité et du bien public. C'est la raison pour laquelle les néo-conservateurs américains sont attentifs à la manière dont a été élaborée la Constitution américaine et aux influences sur celle-ci du libéralisme anglais (John Locke).

Il est cependant difficile de parler d’une doctrine néoconservatrice totalement unifiée car elle a évolué tout au long de la deuxième moitié du XXe siècle. D’une pensée de politique intérieure et de réaction de gauche face aux mouvements de contestations américains, elle est devenue essentiellement une doctrine focalisée sur la politique étrangère.

### Politique étrangère
Ils défendent la puissance militaire des États démocratiques dans les relations internationales afin d'asseoir un nouvel ordre international. Les néoconservateurs se définissent pendant la Guerre froide contre Henry Kissinger et son principe de la paix par l'équilibre des puissances, y opposant le principe de la paix par le consensus moral. Dans un manifeste publié en 1996 par leur Think tank intitulé Project for the New American Century, ils exposent leurs principes en quelques points :
- clarté morale et hégémonie bienveillante ;
- empêcher l'émergence d'une puissance rivale ;
- fin de la « complaisance » envers les dictatures ;
- refus du déclin de la puissance américaine parce qu'elle est la première puissance démocratique du monde ;
- revalorisation de l'outil militaire pour répondre aux agressions.

Les néo-conservateurs disent vouloir un nouvel ordre international qui soit celui de la liberté, selon les conceptions qui ne sont pas venues de Kant et de Wilson, auxquels ils reprochent l'impuissance, mais qui prennent leur source dans des écrits de Moïse Maïmonide et de Saint Augustin. Ils critiquent l'ONU et le Droit International au nom de la moralité. Aux grandes conférences internationales, ils préfèrent des coalitions plus réduites selon le principe « la mission définit la coalition ». Ils soutiennent Israël. Leur credo est l’interventionnisme. Les États-Unis doivent être reconnus comme la nation-phare des droits de l’homme et exporter la démocratie et la liberté partout dans le monde si besoin par la force. Le néoconservatisme a été assimilé à un impérialisme ; cependant, il se distingue de l’impérialisme de l’école « réaliste » qui, de Hans Morgenthau à Henry Kissinger, n’a jamais hésité à composer avec les dictatures, voire à en instaurer. Les néoconservateurs reprennent l’idéalisme moral démocratique du président Wilson, mais ils y ajoutent une composante militaire forte.
En janvier 2009, au crépuscule de l'ère de la seconde administration George W. Bush, Jonathan Clarke, opposé au néo-conservatisme, membre de la Carnegie Council for Ethics in International Affairs (en), suggère - dans un article intitulé The end of the neocons? (« La fin des néoconservateurs ? ») publié par la BBC - que le néo-conservatisme s'appuie sur six caractéristiques principales, qui se recoupent en grande partie :
- la volonté d'employer rapidement la force militaire ;
- un dédain pour les organisations multilatérales ;
- une faible tolérance pour la diplomatie ;
- une focalisation sur la protection d’Israël et donc le Moyen-Orient ;
- une insistance sur la nécessité pour les États-Unis d'agir de manière unilatérale ;
- une tendance à percevoir le monde en termes binaires (bon/mauvais).

Parmi les idées emblématiques des néo-conservateurs, on peut citer la théorie du « chaos créateur », particulièrement développée par Michael Ledeen, ancien correspondant à Rome de The New Republic, en l'occurrence d'un projet consistant à instaurer au Proche-Orient un état de guerre et d’instabilité permanent qui permettrait aux Américains et aux Israéliens de maintenir dans la région de leurs objectifs géostratégiques, quitte à en redessiner la carte. Les néo-conservateurs ne font pas de la stabilité du monde un bien à maintenir mais au contraire prônent les vertus de la déstabilisation.

### Politique intérieure
Les néo-conservateurs sont favorables au libéralisme économique mais ils exigent, contre les libertariens et les libéraux classiques, une intervention sociale de l'État au nom de la compassion imposée par la nature lorsque les liens de solidarité ne suffisent pas pour alléger la souffrance. Les résultats du socialisme à l’étranger ont fait naître chez eux une méfiance à l’égard d’une action sociale volontariste. Toutefois, des divergences séparent les différents membres de ce courant d’opinion quant aux modes d'intervention de l'État qui est par tous conçu comme « variable ».
Les néo-conservateurs sont hostiles au principe de discrimination positive, à l'« égalitarisme culturel » et au « relativisme moral », fondés sur des thèses issues de la sociologie et de la postmodernité. S'ils admettent le libéralisme économique et s'ils privilégient les politiques compassionnelles interindividuelles, ils admettent l'intervention de l'État au nom de la morale (thèses de Kristol, Norman Podhoretz et Yves Roucaute). Ils ne sont pas opposés à une immigration contrôlée.